# Liuhulan
Liuhulan (kinesiska: 刘胡兰, 刘胡兰镇) är en köping i Kina. Den ligger i provinsen Shanxi, i den norra delen av landet, omkring 62 kilometer sydväst om provinshuvudstaden Taiyuan. Antalet invånare är 37 235. Befolkningen består av 18 605 kvinnor och 18 630 män. Barn under 15 år utgör 19,0 %, vuxna 15-64 år 70 %, och äldre över 65 år 9,0 %.
Genomsnittlig årsnederbörd är 670 millimeter. Den regnigaste månaden är juli, med i genomsnitt 234 mm nederbörd, och den torraste är december, med 3 mm nederbörd.